# The International (Dota 2)
The International (TI) é um campeonato anual de nível  mundial de esportes eletrônicos para o jogo Dota 2, organizado e produzido pela desenvolvedora do jogo Valve. O torneio é composto por 20 equipes; 12 com base nos resultados finais do Circuito Profissional de Dota, seis de vitórias em eliminatórias regionais da América do Norte, América do Sul, Sudeste Asiático, China, Europa Oriental e Europa Ocidental e mais duas vindas de repescagens internacionais. The International foi realizado pela primeira vez na Gamescom como um evento promocional para o jogo em 2011, e desde então tem sido realizado anualmente, com exceção de 2020 devido à pandemia de COVID-19.
A premiação do torneio é por meio de um financiamento coletivo de um sistema de passe de batalha dentro do jogo desde 2013, com um quarto de toda a receita financiando diretamente o evento. Os Internationals têm o maior prêmio de torneio único de qualquer evento de esporte eletrônico, com o maior chegando a US$ 40 milhões. O campeão mais recente é a Team Liquid, que venceu a edição de 2024. OG, Team Spirit e Team Liquid são os únicos vencedores repetidos na história do torneio, tendo ambos conquistado duas vezes.

## História

### Primeiros anos

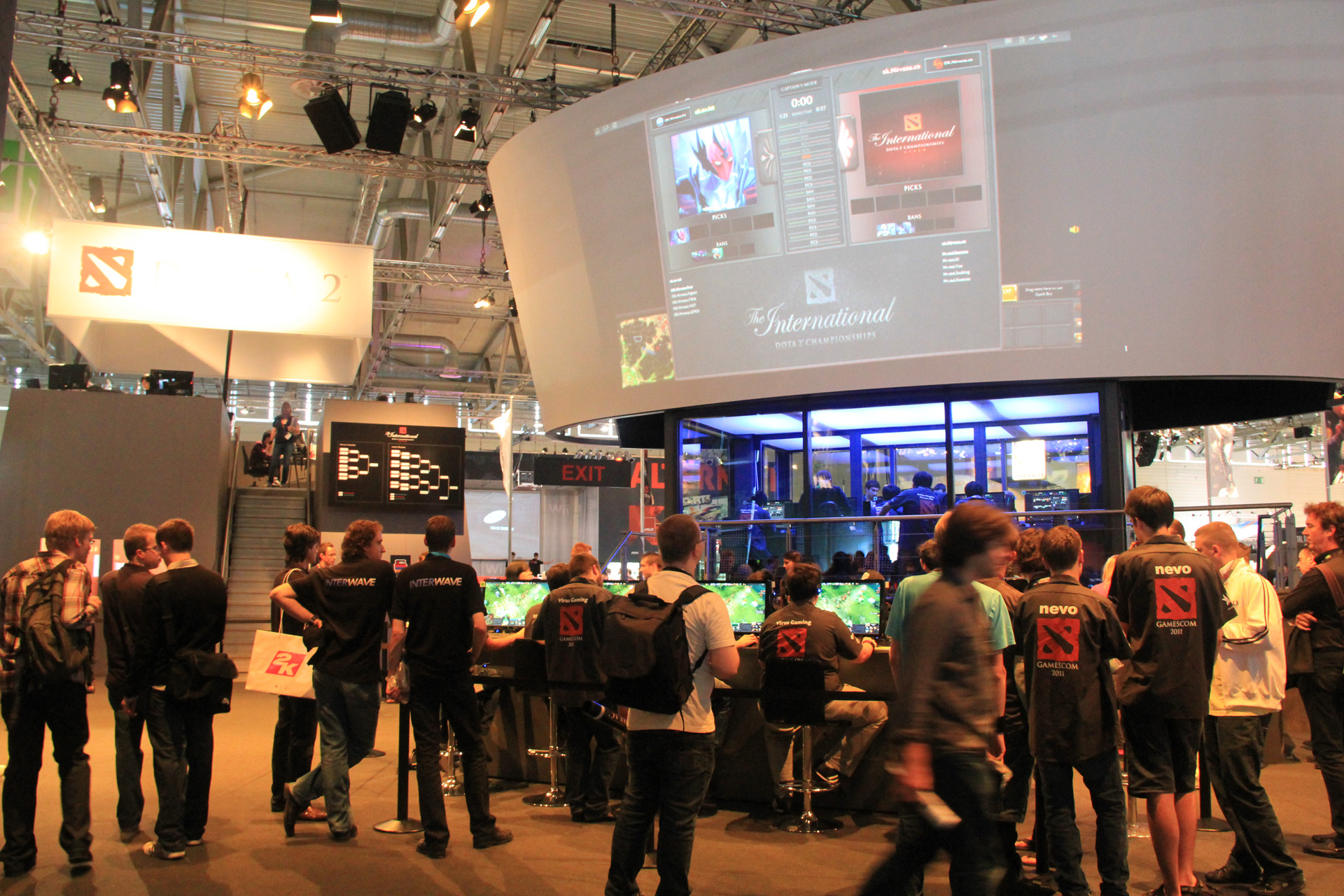
O primeiro International foi realizado na Gamescom em 2011

A Valve anunciou a primeira edição do The International em 1º de agosto de 2011. 16 equipes foram convidadas a competir no torneio, que também serviria como a primeira exibição pública de Dota 2. O torneio foi financiado pela Valve, incluindo o grande prêmio de US$ 1 milhão, com a Nvidia fornecendo os equipamentos eletrônicos. Aconteceu na Gamescom em Colônia de 17 a 21 de agosto do mesmo ano. O torneio começou com uma fase de grupos onde os vencedores de cada um dos quatro grupos entraram em uma chave superior, e as outras equipes entraram em uma chave inferior. O resto do torneio foi então jogado como um torneio de eliminação dupla. A final deste torneio inaugural foi entre a equipe ucraniana Natus Vincere e a chinesa EHOME, com a Natus Vincere vencendo a série por 3-1. A vice-campeã ganhou US$ 250.000, com o restante das 14 equipes dividindo os restantes US$ 350.000.
The International como um evento anual recorrente foi confirmado em maio de 2012. The International de 2012 foi realizado no Benaroya Hall de 2.500 lugares em Seattle de 31 de agosto a 2 de setembro, com equipes situadas em cabines de vidro no palco principal. A premiação total permaneceu em US$ 1,6 milhão, com US$ 1 milhão para a equipe vencedora. Os vencedores anteriores, Natus Vincere, foram derrotados por 3-1 pela equipe chinesa Invictus Gaming na grande final. Em novembro de 2012, a Valve lançou um documentário gratuito sobre o evento que contou com entrevistas com as equipes, acompanhando-as desde as fases preliminares até a final.

### Introdução ao financiamento coletivo

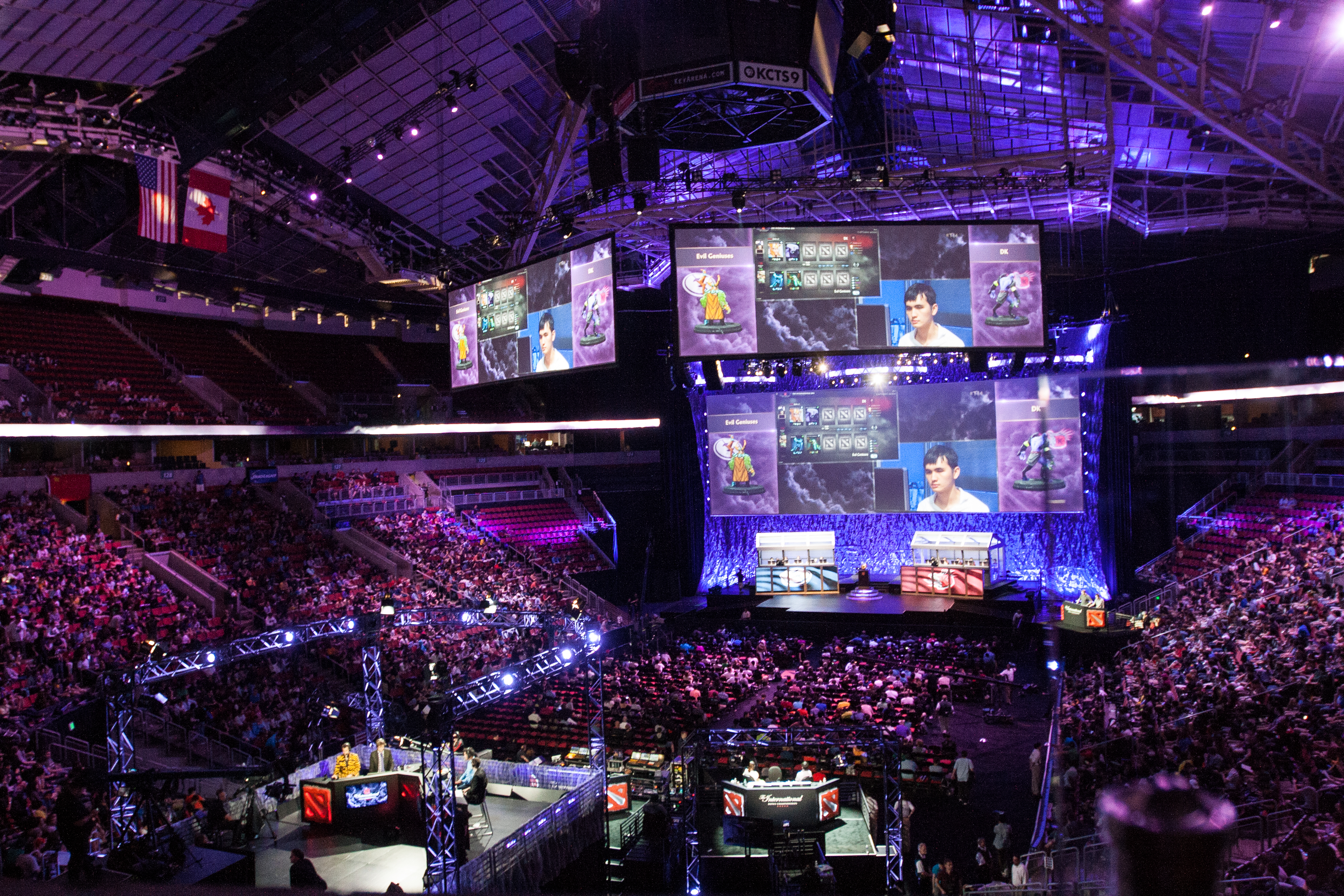
The International de 2014

The International de 2013 foi realizado novamente no Benaroya Hall, em Seattle, de 7 a 11 de agosto. Dezesseis equipes participaram, treze das quais receberam convites diretos, sendo as três finalistas decididas em dois torneios classificatórios e uma partida no início do torneio. Em maio de 2013, foi anunciado que um passe de batalha dentro do jogo, conhecido como Compêndio (em inglês: Compendium), estaria disponível para compra, permitindo que o prêmio total do torneio fosse financiado por financiamento coletivo. Um quarto da receita total do Compêndio foi adicionado ao prêmio base de US$ 1,6 milhão. A premiação acabou chegando a mais de US$ 2,8 milhões, tornando-se a maior premiação da história dos esportes eletrônicos na época. A âncora de notícias da KCPQA, Kaci Aitchison, atuou como apresentadora no evento, fornecendo comentários dos bastidores e entrevistas com os jogadores. The International de 2013 foi visto por mais de um milhão de espectadores simultâneos em seu auge, através de sites de transmissão ao vivo como o Twitch.
The International de 2014 aconteceu de 18 a 21 de julho no KeyArena em Seattle. Para o evento, onze equipes receberiam convites diretos, com quatro vagas adicionais determinadas por qualificatórias regionais que ocorreriam entre 12 e 25 de maio. A décima sexta vaga seria determinada por uma eliminatória curinga entre os vice-campeões das competições regionais. Os ingressos para o evento foram esgotados dentro de uma hora depois de serem colocados à venda em abril. A premiação total do torneio, com financiamento coletivo, quebrou novamente os recordes de esportes eletrônicos por ser a maior da história, totalizando mais de US$ 10,9 milhões. Como resultado, oito jogadores de Dota 2 se tornaram os jogadores mais bem pagos nos esportes eletrônicos, superando o jogador com maior lucro na época, Lee "Jaedong" Jae-dong de StarCraft. O evento também foi transmitido pelas redes ESPN pela primeira vez.

### Expansão
O torneio foi expandido para 18 equipes no The International de 2017 em diante, um aumento em relação aos 16 anteriores. O evento em 2017 também foi a última vez que foi realizado em Seattle, com todos os próximos Internationals sendo sediados em um novo país. The International de 2020 foi o primeiro International a pular um ano, pois foi adiado devido à pandemia do COVID-19. Antes do evento, originalmente programado para ser realizado em Estocolmo, Suécia, a Federação Sueca de Esportes votou para negar o reconhecimento de esportes eletrônicos como um evento esportivo, tornando difícil para a Valve ajudar os jogadores internacionais a garantirem vistos de viagem para participar da competição. A Valve anunciou mais tarde que havia remarcado o evento, renomeado para The International de 2021, para ser realizado na Arena Națională em Bucareste, Romênia, em outubro de 2021.
The International de 2022 aumentou para 20 equipes e foi realizado em Singapura em outubro de 2022, onde foi vencido pela Tundra Esports. Foi o primeiro International a não superar o prêmio anterior em US$ 18,9 milhões, o mais baixo desde 2015.

## Lista de Internationals
| Ano  | Campeão         | Premiação      | Data                         | Local                                           | Localização             | Ref.   |
| ---- | --------------- | -------------- | ---------------------------- | ----------------------------------------------- | ----------------------- | ------ |
| 2011 | Natus Vincere   | US$ 1.600.000  | 17 – 21 de agosto            | Koelnmesse                                      | Colônia, Alemanha       | [ 24 ] |
| 2012 | Invictus Gaming | US$ 1.600.000  | 26 de agosto – 2 de setembro | Benaroya Hall                                   | Seattle, Estados Unidos | [ 25 ] |
| 2013 | Alliance        | US$ 2.874.380  | 2 – 11 de agosto             | Benaroya Hall                                   | Seattle, Estados Unidos | [ 26 ] |
| 2014 | Newbee          | US$ 10.923.977 | 8 – 21 de julho              | KeyArena                                        | Seattle, Estados Unidos | [ 27 ] |
| 2015 | Evil Geniuses   | US$ 18.429.613 | 27 de julho – 8 de agosto    | KeyArena                                        | Seattle, Estados Unidos | [ 28 ] |
| 2016 | Wings Gaming    | US$ 20.770.460 | 2 – 13 de agosto             | KeyArena                                        | Seattle, Estados Unidos | [ 29 ] |
| 2017 | Team Liquid     | US$ 24.787.916 | 2 – 12 de agosto             | KeyArena                                        | Seattle, Estados Unidos | [ 30 ] |
| 2018 | OG              | US$ 25.532.177 | 15 – 25 de agosto            | Rogers Arena                                    | Vancouver, Canadá       | [ 31 ] |
| 2019 | OG              | US$ 34.351.362 | 15 – 25 de agosto            | Mercedes-Benz Arena                             | Xangai, China           | [ 32 ] |
| 2020 | Cancelado       | Cancelado      | 18 – 23 de agosto            | Avicii Arena                                    | Estocolmo, Suécia       | [ 33 ] |
| 2021 | Team Spirit     | US$ 40.018.195 | 7 – 17 de outubro            | Arena Națională                                 | Bucareste, Romênia      | [ 34 ] |
| 2022 | Tundra Esports  | US$ 18.865.624 | 8 – 30 de outubro            | Suntec de Singapura Estádio Indoor de Singapura | Kallang, Singapura      | [ 35 ] |
| 2023 | Team Spirit     | US$ 3.143.063  | 14 – 29 de outubro           | Climate Pledge Arena                            | Seattle, Estados Unidos | [ 36 ] |
| 2024 | Team Liquid     | US$ 2.563.967  | 04 – 15 de Setembro          | Royal Arena                                     | Copenhague, Dinamarca   | [ 37 ] |

## Formato

### Convites
The International apresenta uma série de torneios antes do evento, conhecidos como Circuito Profissional de Dota (CPD), com as 12 melhores equipes do ranking recebendo convites diretos com base em suas classificações finais. Além das equipes do CPD diretamente convidadas, uma equipe adicional das regiões da Comunidade dos Estados Independentes (CEI), China, Europa, América do Norte, América do Sul e Sudeste Asiático ganham um convite ao vencer eliminatórias regionais, elevando o número total de equipes participantes até 18. No International, dois grupos de nove equipes jogam partidas de ida e volta, com a equipe mais baixa no final da fase de ambas sendo eliminada. As 16 equipes restantes seguem para o evento principal de eliminação dupla no local organizado, com as quatro melhores equipes de ambos os grupos avançando para a chave superior e as quatro piores avançando para a chave inferior. A primeira rodada da chave inferior é tratada como eliminatória simples, com o perdedor de cada partida sendo imediatamente eliminado do torneio. Todas as rodadas alternadas de ambas as chaves são jogadas em uma série melhor de três, com exceção das Grande Final, que é jogada entre os vencedores das chaves superior e inferior em uma série melhor de cinco.

### Prêmio
A partir do The International de 2013 em diante, a premiação do torneio começou a ser financiada por meio de um tipo de passe de batalha no jogo chamado "Compêndio", que arrecada dinheiro dos jogadores que os compram para obter bens virtuais exclusivos do jogo e outros bônus. 25% de toda a receita anual dos Compêndios vai diretamente para a premiação. Cada iteração do The International ultrapassou a premiação do anterior, com o mais recente, o The International de 2021, concedendo US$ 40 milhões (£ 29 milhões) no total às equipes.

### Troféu

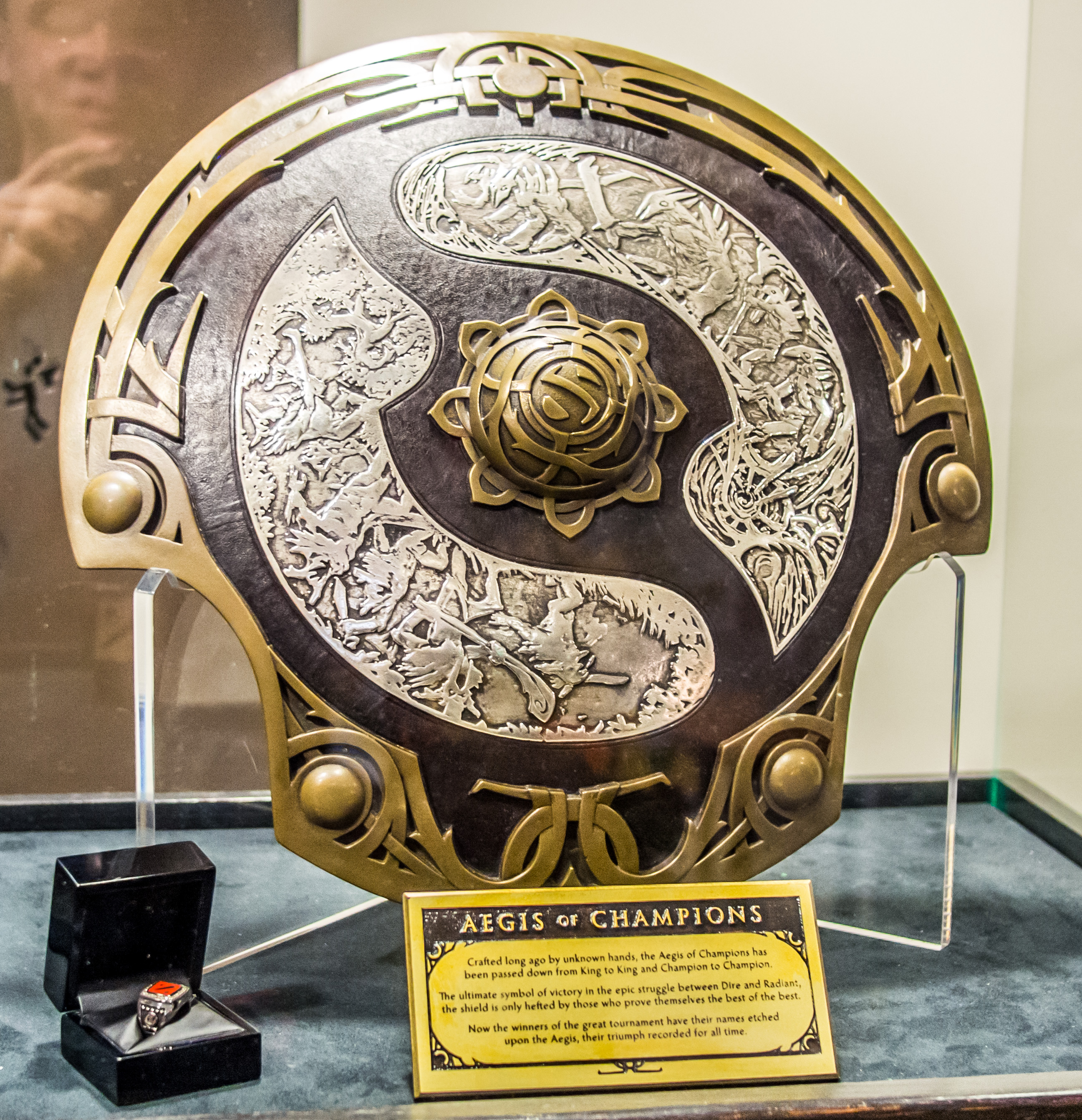
O troféu Égide dos Campeões

A Égide dos Campeões é um troféu que é concedido aos campeões de um International. O verso dele é gravado permanentemente com os nomes de cada jogador do time vencedor. A Égide é um escudo inspirado em desenhos nórdicos e chineses, com ele moldado em bronze e prata pelo estúdio de adereços, Weta Workshop. Às vezes, réplicas em miniatura dele também são concedidas aos proprietários do Compêndio por terem um nível alto o suficiente.

## Cobertura da mídia
O principal meio de cobertura do The International é por meio da plataforma de transmissão ao vivo Twitch, que é feita por uma seleção de organizações e funcionários dedicados aos esportes eletrônicos que fornecem comentários no local, análises, previsões das partidas e entrevistas com jogadores em torno do evento em andamento, semelhante a eventos esportivos tradicionais. Várias transmissões são fornecidas em diversos idiomas, principalmente em inglês, russo e chinês. O International também às vezes fornece um "stream de novatos" dedicado a apresentar jogos para espectadores não familiarizados com o jogo.
Em 17 de julho de 2014, a Valve anunciou que a cobertura do The International seria apresentado em colaboração com a ESPN em sua rede de esportes ao vivo multi-tela, a ESPN3. Além disso, um show exclusivo para a final foi apresentado na ESPN2 no domingo. O acesso ao vivo da ESPN2 também ficou disponível em plataformas digitais através WatchESPN.

### Documentários
Em 2014, a Valve lançou um documentário gratuito, o Free to Play, que acompanhou três jogadores durante seu tempo no primeiro The International em 2011. Em 2016, a Valve começou a produzir uma série documental baseada em episódios intitulada True Sight, considerada uma sucessora espiritual de Free to Play. Vários outros episódios foram filmados, apresentando os torneios de 2017, 2018, 2019 e 2021.